# Laura Dreyfuss
Laura Dreyfuss   (Nova Jersey, 22 d'agost de 1988) és una actriu i cantant estatunidenca, coneguda per les seves interpretacions de Zoe Murphy al musical de Broadway Dear Evan Hansen, de Madison McCarthy a la sèrie de la cadena FOX Glee i de McAfee Westbrook a la sèrie de Netflix The Politician.

## Carrera i vida primerenca
Es va graduar en teatre musical pel Boston Conservatory. Anteriorment havia format part del repartiment de la reedició del musical de Broadway Hair. Més endavant va ser l'actriu de recanvi del personatge principal del musical Once.
Dreyfuss va ser la primera actriu en el paper de Zoe Murphy, l'interès romàntic del personatge principal, Evan Hansen, al musical de Broadway Dear Evan Hansen, després d'haver interpretat el paper tant a les produccions de l'Arena Stage com del Second Stage Theatre. El 12 de juliol de 2018 es va anunciar que deixaria el musical, sent la seva última representació la del 15 de juliol de 2018. El 16 de juliol de 2018 es va fer públic que interpretaria un personatge principal a la sèrie d'en Ryan Murphy a Netflix, The Politician. El 26 de juliol de 2018, va publicar el seu senzill de debut "Be Great" sota el nom artístic Loladre.

## Filmografia
| Any  | Títol       | Funció | Notes        |
| ---- | ----------- | ------ | ------------ |
| 2017 | After Party | Lana   | Protagonista |

| Any          | Títol                      | Funció           | Notes                    |
| ------------ | -------------------------- | ---------------- | ------------------------ |
| 2015         | Glee                       | Madison McCarthy | Temporada 6; 11 episodis |
| 2018         | The Marveolous Mrs. Maisel | Deecy            | Temporada 2; 2 episodis  |
| 2019–present | The Politician             | McAfee Westbrook | Repartiment principal    |

| Any       | Títol                                     | Paper          | Notes                              |
| --------- | ----------------------------------------- | -------------- | ---------------------------------- |
| 2010      | Hair                                      | Swing          | Gira nacional                      |
| 2011      | Hair                                      | Swing          | Broadway                           |
| 2012–2013 | Once                                      | Noia (standby) | Broadway                           |
| 2013      | Once                                      | Noia           | Broadway                           |
| 2013–2014 | What's It All About? Bacharach Reimagined | Intèrpret      | Fora-Broadway                      |
| 2015      | Dear Evan Hansen                          | Zoe Murphy     | Producció original a Washington DC |
| 2016      | Dear Evan Hansen                          | Zoe Murphy     | Fora-Broadway                      |
| 2016–2018 | Dear Evan Hansen                          | Zoe Murphy     | Broadway                           |

## Premis i nominacions
| Any  | Premi                                 | Feina                                               | Categoria                                                                                   | Resultat  | Ref.        |
| ---- | ------------------------------------- | --------------------------------------------------- | ------------------------------------------------------------------------------------------- | --------- | ----------- |
| 2016 | Helen Hayes Award                     | Dear Evan Hansen                                    | Millor actriu de repartiment.                                                               | Nominat   |             |
| 2017 | Broadway.com Audience Award           | Dear Evan Hansen                                    | Actriu destacada en un Musical                                                              | Guanyador |             |
| 2017 | Broadway.com Audience Award           | Dear Evan Hansen                                    | Parella preferida en l'escenari                                                             | Guanyador |             |
| 2017 | Broadway.com Audience Award           | Dear Evan Hansen                                    | Interpretació debutant preferida (Femenina)                                                 | Guanyador |             |
| 2018 | Grammy Awards                         | Dear Evan Hansen                                    | Millor àlbum de teatre musical                                                              | Guanyador |             |
| 2018 | Daytime Premis d'Emmy d'Arts creatius | "You Will Be Found" (interpretat al The Today Show) | Millor interpretació en un programa de dia (Ben Platt & el repartiment de Dear Evan Hansen) | Guanyador | [ 7 ] [ 8 ] |